# Anderlův mlýn
Anderlův mlýn (Prostřední, Tužínský) v obci Tužín v okrese Jičín je vodní mlýn, který stojí v centru obce na Tužínském potoce. Je chráněn jako nemovitá kulturní památka České republiky.

## Historie
Mlýn byl od roku 1627 v majetku řádu kartuziánů valdických. Později jej vlastnili Jakub Andrle a Teresie Andrlová.

## Popis
Zděný patrový mlýn s pavlačí stojí podélně s ulicí, proti mlýnu přes ulici je roubená stodola o jedné perně. Dům je trojdílný s třípodlažní mlýnicí a je krytý sedlovou střechou.
Voda na vodní kolo vedla náhonem od splavu na konci údolí a dřevěným žlabem nad obecní cestou. V roce 1930 bylo u mlýna vodní kolo na svrchní vodu (průtok 37 l/s, spád 7,73 m, výkon 2,48 HP; zaniklo). Dochovalo se torzo obyčejného složení a torzo polouměleckého složení a také vodní kolo na vrchní vodu od výrobce Josefa Matěje.